# Allison Taylor
Allison Taylor is een personage uit de televisieserie 24, gespeeld door Cherry Jones. Ze is de 50e President van de Verenigde Staten tijdens dag 7 en dag 8. Ze was eerder in 24 (24: Redemption) senator.